# Szenes lánggomba
A szenes lánggomba (Gymnopilus odini) a Hymenogastraceae családjába tartozó, Európában honos, tüzek helyén élő, nem ehető gombafaj.

## Megjelenése
A szenes lánggomba kalapja 1-5 (7) cm széles, alakja domború, kissé púpos. Színe sárgásbarna, narancsbarna, rókasárga, a közepe gyakran sötétebb. Felszíne száraz, pikkelykés-nemezes. Kálium-hidroxiddal fekete színreakciót ad. 
Húsa rostos, sárgásbarnás, narancsos színű. Szaga kellemes, fás vagy lisztes; íze kesernyés és lisztes.
Lemezei tönkhöz nőttek vagy kissé lefutók, élük hullámos. Színük sárgásbarna vagy narancsbarna.  
Tönkje lefelé vékonyodó. Színe narancsbarna, barnás alapon fehéren szálas. Tövéhez fehér micéliumszövedék kapcsolódik.
Spórapora rozsdabarna. Spórája elliptikus, szemölcsös felszínű, mérete 6,1-7,7 x 2,5-4,5 µm.

### Hasonló fajok
A bársonykalapú lánggomba, a foltoslemezű lánggomba, az aranysárga lánggomba vagy a szemcsés aranygomba hasonlít hozzá.

## Elterjedése és termőhelye
Európában honos.
Erdei tüzek, tábortüzek helyén található meg. Nyártól késő őszig terem.

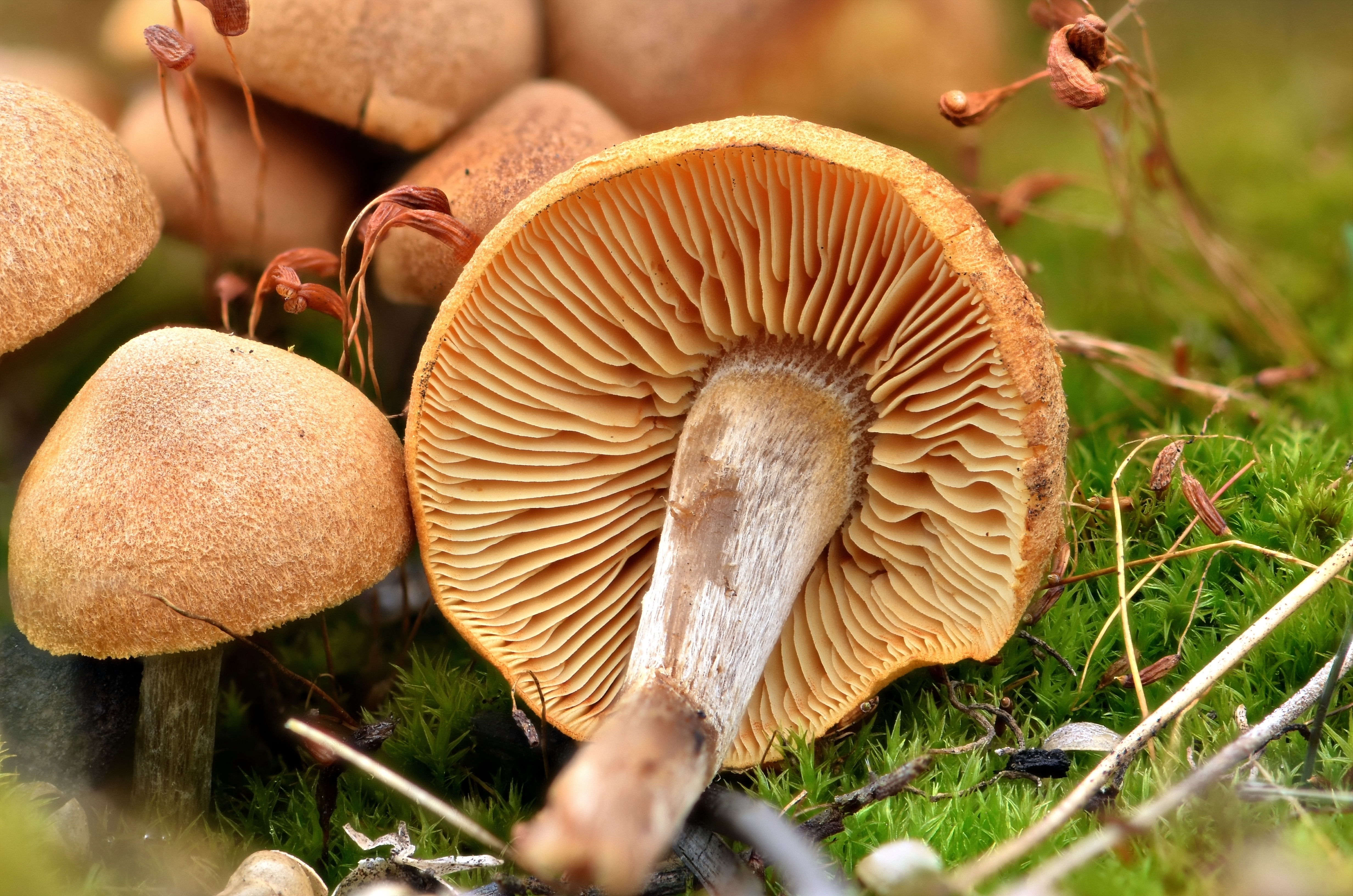
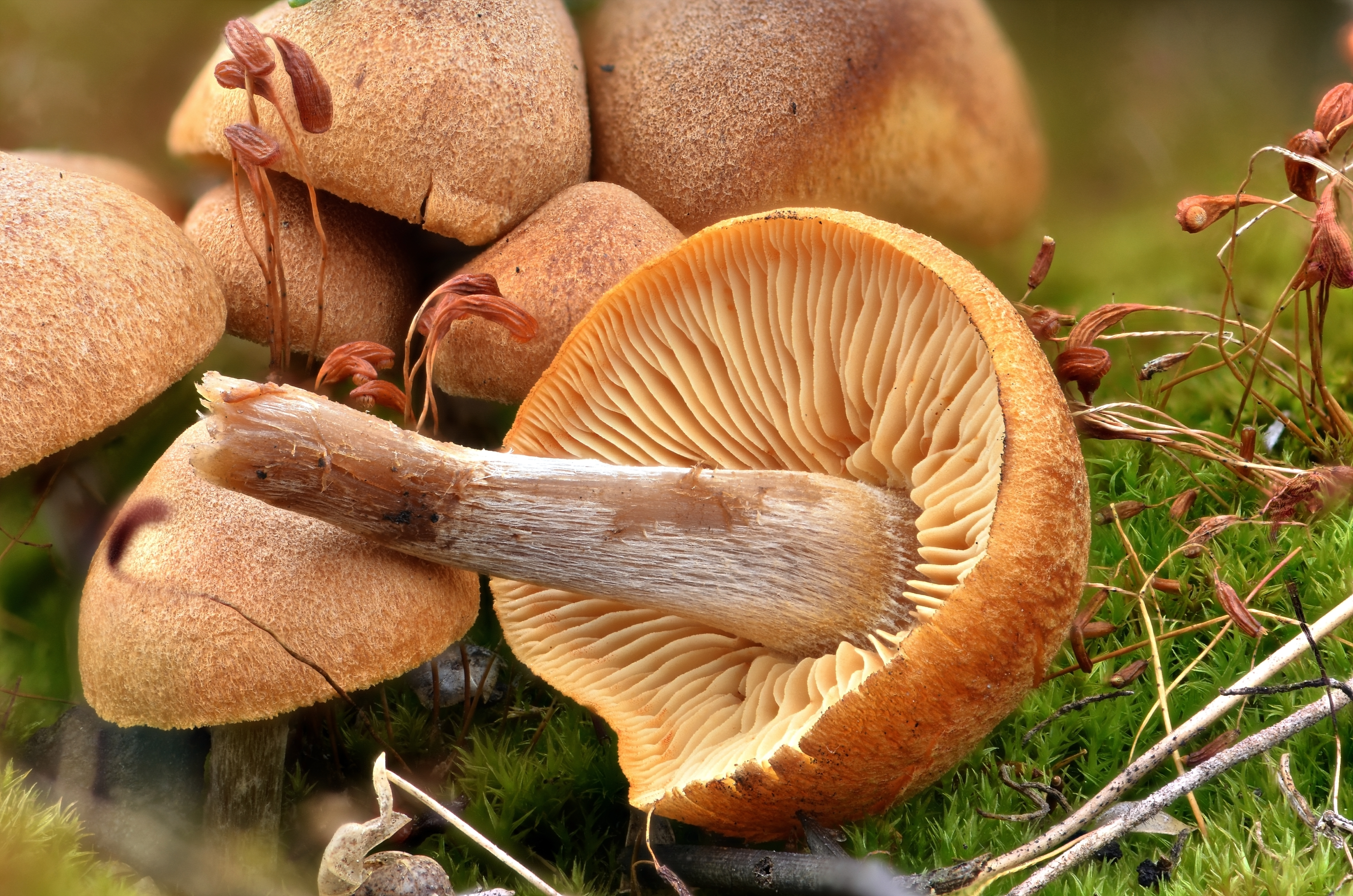

Nem ehető. 